# Gloria (piosenka Them)
Gloria – piosenka rockowa z 1964 roku, napisana przez północnoirlandzkiego muzyka Vana Morrisona. Pierwotnie utwór został nagrany przez jego zespół Them, który wydano w tym samym roku na stronie B singla „Baby, Please Don't Go”. Kompozycja stała się klasykiem gatunku garage rock, który znalazł się w repertuarze wielu aktów muzycznych z rockowym rodowodem. Piosenka znana jest głównie z chórków „G–L–O–R–I–A”.

## Covery
Utwór był wielokrotnie przerabiany, przez artystów takich jak The Shadows of Knight, Sandy Nelson, Jimi Hendrix, The Doors, Simple Minds, czy Patti Smith, która w 1975 nagrała własną aranżację piosenki pt.„Gloria: In excelsis deo”, która znalazła się w jej albumie Horses.

### Lista utworów singla Patti Smith
1. "Gloria" (Patti Smith, Van Morrison) – 5:57
2. "My Generation" (Live) (Pete Townshend) – 3:16

#### Skład
- Patti Smith – wokal
- Lenny Kaye – gitara
- Jay Dee Daugherty – perkusja
- Richard Sohl – instrumenty klawiszowe
- Ivan Kral – gitara basowa